# Мильна опера
Мильна опера (англ. soap opera, від soap — «мило» і opera — «опера») — багатосерійна радіо- чи телевистава на сімейні та побутові теми мелодраматичного, сентиментального характеру з постійними персонажами. Вираз з'явився у США у кінці 1930-х років завдяки тому, що на Заході першими їх спонсорами були миловари. Першою радіопередачею — «мильною оперою» вважається «Бетті і Боб» (1932).
Перша телевізійна мильна опера вперше з'явилась в США в 1947 році і мала назву — «Жінка, що пам'ятає» («A Woman to Remember»)
Мильні опери не отримали такої популярності як теленовели, тому їх переважно знімають в США, а ще в Німеччині («Заборонене кохання», «Погані часи, добрі часи», «Б'янка. Шлях до щастя»), в Австралії («Neighbours»-«Сусіди», «Home and Away»-«Вдома і в гостях»), і Великій Британії («Бруксайд»). Періодично знімають мильні опери і в інших країнах, наприклад в 2009 році знята перша українська актуальна мильна опера «Сусіди».
Свій варіант мильної опери має Канада для франкомовних жителів Квебеку, що має назву «телероман».
Найпопулярніші мильні опери відомі в Україні:
- Санта-Барбара (1984—1993);
- Молоді і відважні (1973 — наш час);
- Династія (1981–1989);
- Даллас (1978–1991);
- Любов і таємниці Сан-Сет-Біч (1997–1999).

## Джерело
- Короткий енциклопедичний словник з культури. — К. : Україна, 2003. — ISBN 966-524-105-2.